# World Press Photo
World Press Photo, fundada en 1955, es una organización independiente sin ánimo de lucro con sede en Ámsterdam (Países Bajos), conocida por organizar el mayor y más prestigioso concurso anual de fotografía de prensa.
Durante el mes de febrero de cada año, un jurado internacional independiente formado por trece miembros –y compuesto por editores gráficos, fotógrafos y representantes de agencias de prensa- escoge las fotografías ganadoras entre todas las enviadas el año anterior por fotoperiodistas, agencias, periódicos, revistas y fotógrafos de todo el mundo. La organización World Press Photo no tiene ninguna influencia en las decisiones del jurado.

## Categorías premiadas
Con algunos cambios a lo largo de los años, las categorías suelen ser las siguientes:
- World Press Photo of the Year: Premio al fotógrafo que logre capturar un evento de relevancia periodística del año.
- Asuntos contemporáneos: Premio a la mejor instantánea individual y serie fotográfica que documente asuntos culturales, políticos o sociales que afecten a personas o sociedades.
- Medio ambiente: Premio a la mejor instantánea individual y serie fotográfica que documente el impacto, positivo o negativo, que tenemos los humanos sobre el medio ambiente.
- Noticias generales: Premio a la mejor instantánea individual y serie fotográfica que reporte noticias y sus consecuencias.
- Proyectos a largo plazo: Premio la mejor serie fotográfica, del mismo tema, tomada en al menos tres años.
- Naturaleza: Premio a la mejor instantánea individual y serie fotográfica que muestre flor, fauna y paisajes en su estado natural.
- Personas: Premio a la mejor instantánea individual y serie fotográfica que muestre individuos o grupos en su estado basal o en poses.
- Deportes: Premio a la mejor instantánea individual y serie fotográfica que muestre deportistas individuales o en grupo.
- Noticias puntuales: Premio a la mejor instantánea individual y serie fotográfica que muestre eventos inmediatos.

Se concede un premio a la mejor fotografía (el World Press Photo of the Year) y tres premios en cada categoría tanto en la modalidad de instantánea individual como en la de serie fotográfica. La ceremonia de entrega de los premios se celebra en el mes de abril y tiene lugar en Ámsterdam.
Tras el concurso, las fotografías premiadas se exhiben en una exposición itinerante visitada por más de un millón de personas en 40 países. Además, se edita un anuario en seis idiomas diferentes. 
Otros objetivos prioritarios de World Press Photo son estimular el desarrollo del  fotoperiodismo, fomentar la difusión del conocimiento, ayudar a consolidar altos cánones profesionales dentro del sector e impulsar un intercambio gratuito y sin restricciones de información. En definitiva, World Press Photo trata de promover la prensa fotográfica profesional a escala global. Con este fin, organiza además varios proyectos educativos por todo el mundo, como seminarios, talleres y el exclusivo curso anual Joop Swart Masterclass.

## Ceremonias
| - Concurso World Press Photo de 1955 - Concurso World Press Photo de 1956 - Concurso World Press Photo de 1957 - Concurso World Press Photo de 1959 - Concurso World Press Photo de 1961 - Concurso World Press Photo de 1962 - Concurso World Press Photo de 1963 - Concurso World Press Photo de 1964 - Concurso World Press Photo de 1965 - Concurso World Press Photo de 1966 - Concurso World Press Photo de 1967 - Concurso World Press Photo de 1968 - Concurso World Press Photo de 1969 - Concurso World Press Photo de 1972 - Concurso World Press Photo de 1973 - Concurso World Press Photo de 1974 - Concurso World Press Photo de 1975 - Concurso World Press Photo de 1976 - Concurso World Press Photo de 1977 - Concurso World Press Photo de 1978 | - Concurso World Press Photo de 1979 - Concurso World Press Photo de 1980 - Concurso World Press Photo de 1981 - Concurso World Press Photo de 1982 - Concurso World Press Photo de 1983 - Concurso World Press Photo de 1984 - Concurso World Press Photo de 1985 - Concurso World Press Photo de 1986 - Concurso World Press Photo de 1987 - Concurso World Press Photo de 1988 - Concurso World Press Photo de 1989 - Concurso World Press Photo de 1990 - Concurso World Press Photo de 1991 - Concurso World Press Photo de 1992 - Concurso World Press Photo de 1993 - Concurso World Press Photo de 1994 - Concurso World Press Photo de 1995 - Concurso World Press Photo de 1996 - Concurso World Press Photo de 1997 - Concurso World Press Photo de 1998 | - Concurso World Press Photo de 1999 - Concurso World Press Photo de 2000 - Concurso World Press Photo de 2001 - Concurso World Press Photo de 2002 - Concurso World Press Photo de 2003 - Concurso World Press Photo de 2004 - Concurso World Press Photo de 2005 - Concurso World Press Photo de 2006 - Concurso World Press Photo de 2007 - Concurso World Press Photo de 2008 - Concurso World Press Photo de 2009 - Concurso World Press Photo de 2010 - Concurso World Press Photo de 2011 - Concurso World Press Photo de 2012 - Concurso World Press Photo de 2013 - Concurso World Press Photo de 2014 - Concurso World Press Photo de 2015 - Concurso World Press Photo de 2016 - Concurso World Press Photo de 2017 - Concurso World Press Photo de 2018 | - Concurso World Press Photo de 2019 - Concurso World Press Photo de 2020 - Concurso World Press Photo de 2021 - Concurso World Press Photo de 2022 - Concurso World Press Photo de 2023 - Concurso World Press Photo de 2024 |